# Bystřička
Bystřička (en allemand : Klein Bistritz) est une commune du district de Vsetín, dans la région de Zlín, en Tchéquie. Sa population s'élevait à 1 020 habitants en 2020.

## Géographie
Branky se trouve à 9 km au nord de Vsetin, à 32 km au nord-est de Zlín, à 103 km à l'est-nord-est de Brno et à 265 km à l'est-sud-est de Prague.
La commune est limitée par Valašské Meziříčí et Velká Lhota au nord, par Malá Bystřice à l'est, par Růžďka et Jablůnka au sud et par Pržno, Mikulůvka et Jarcová à l'ouest.

## Histoire
La première mention écrite de la localité date de 1308.